# Missões diplomáticas da Noruega

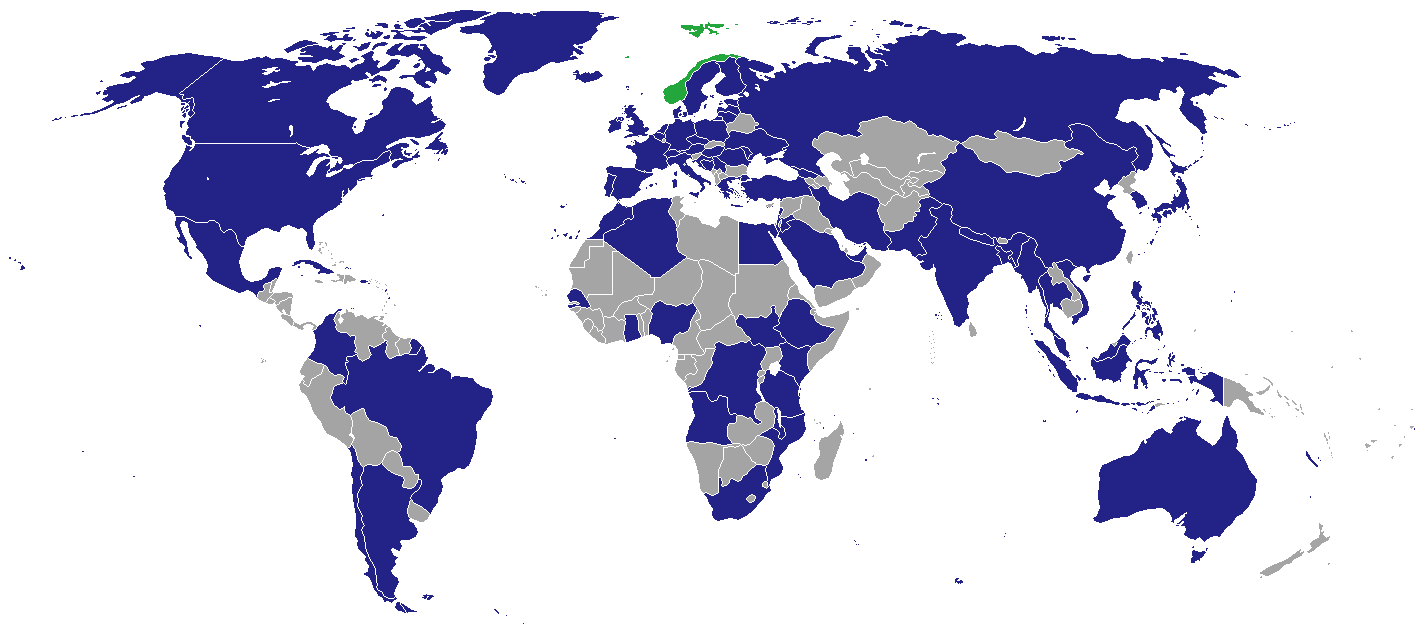
Missões diplomáticas da Noruega

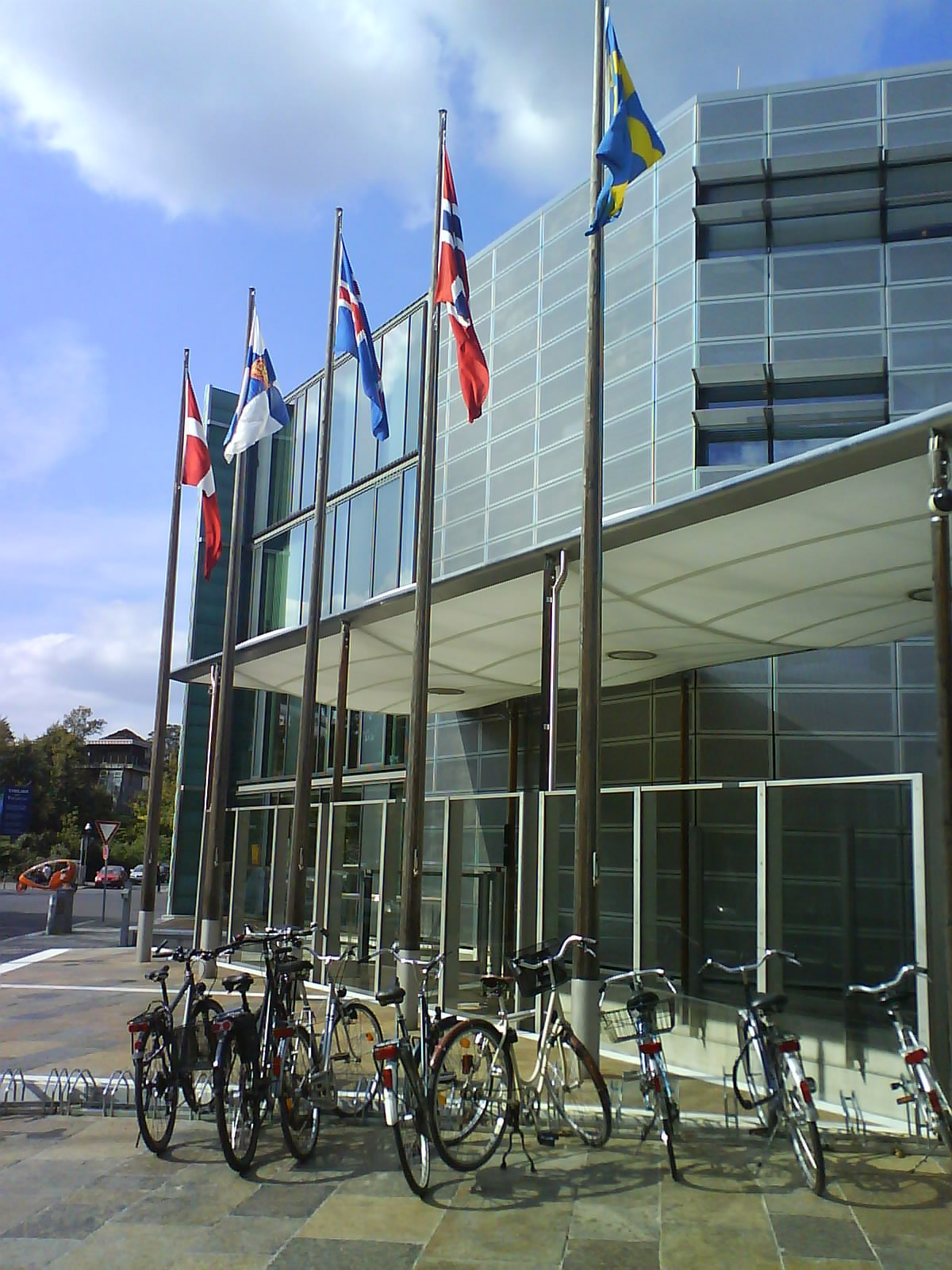
Embaixada da Noruega em Berlim, Alemanha

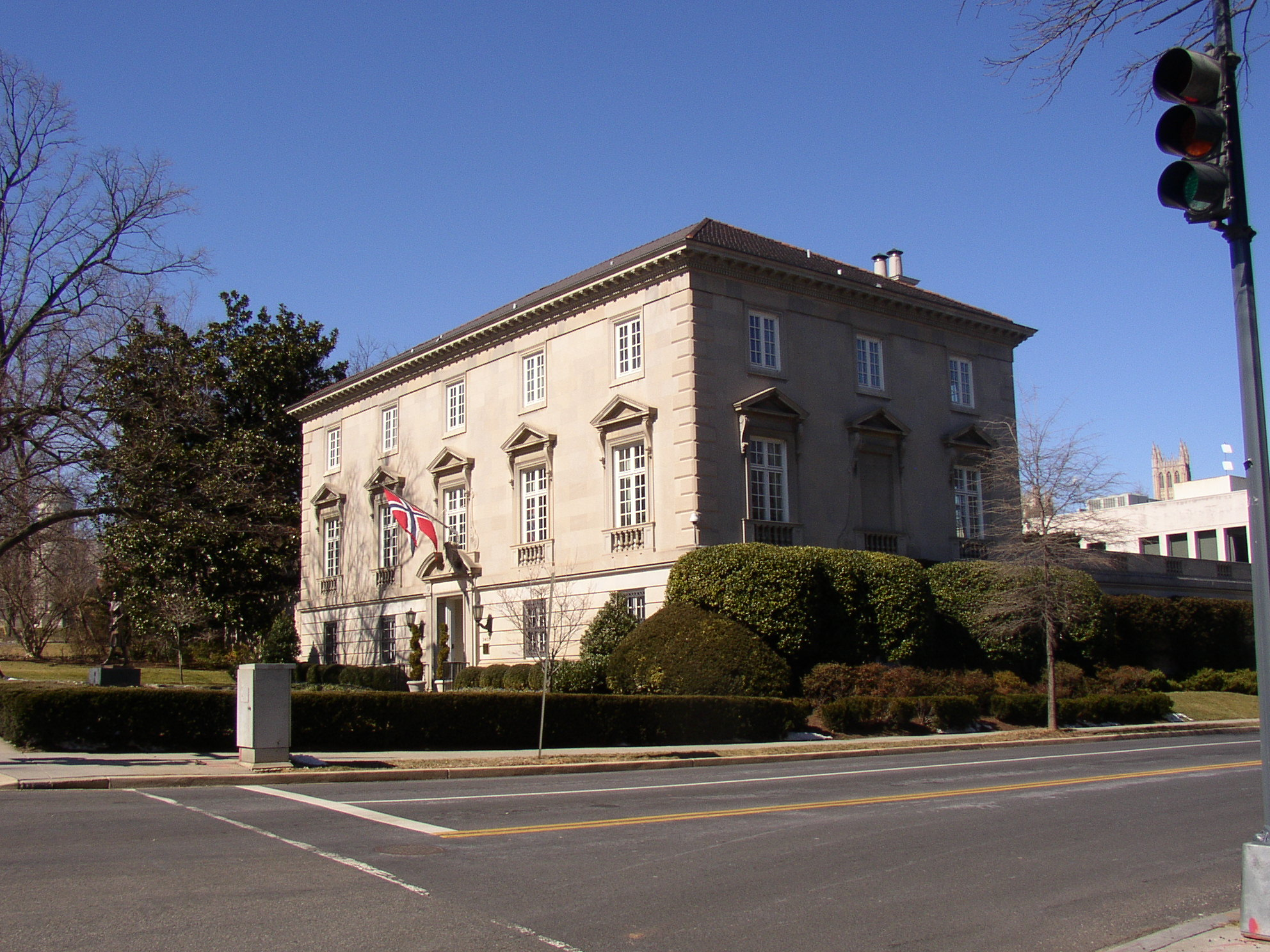
Embaixada da Noruega em Washington DC, EUA

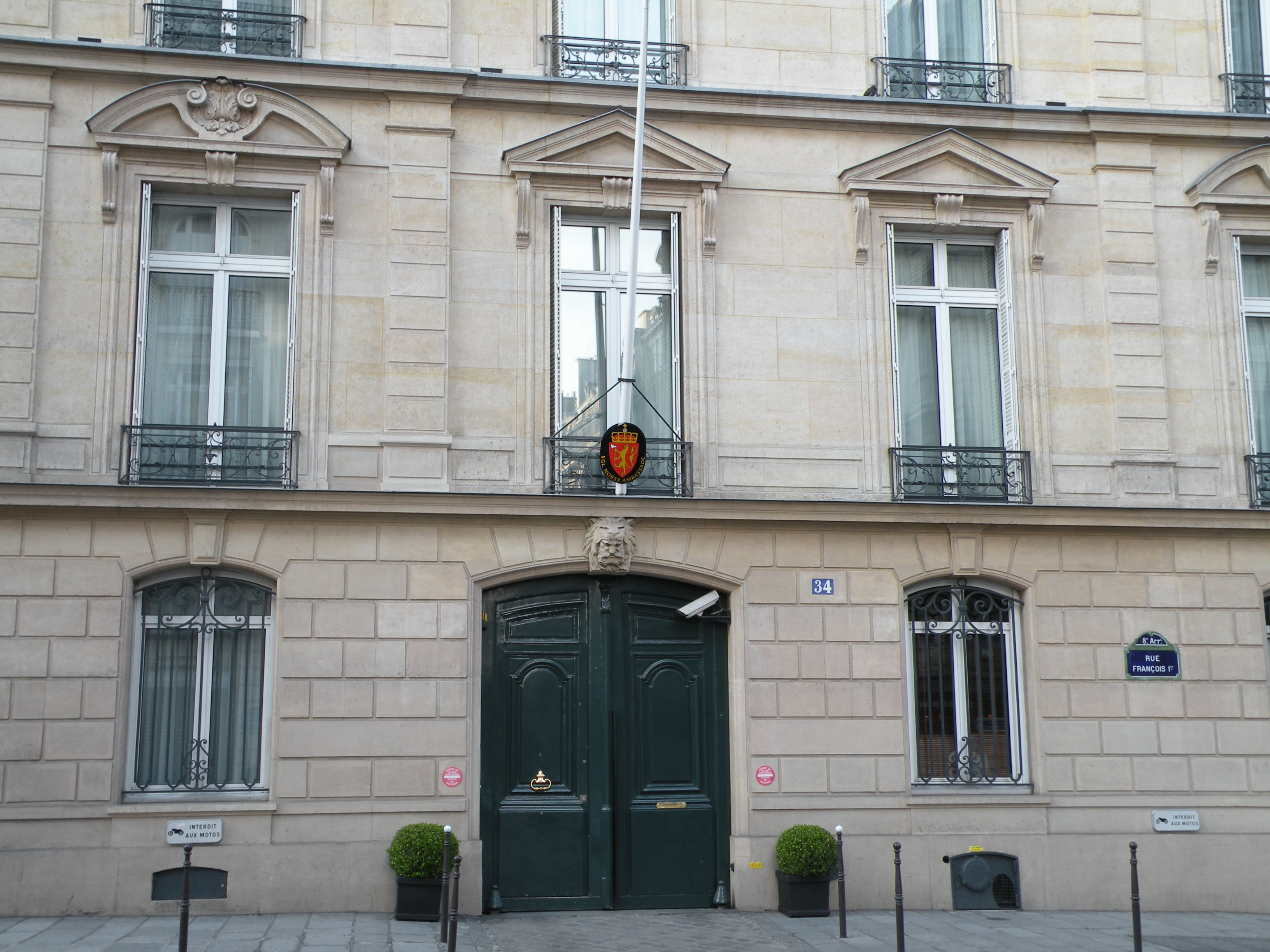
Embaixada da Noruega em Paris, França

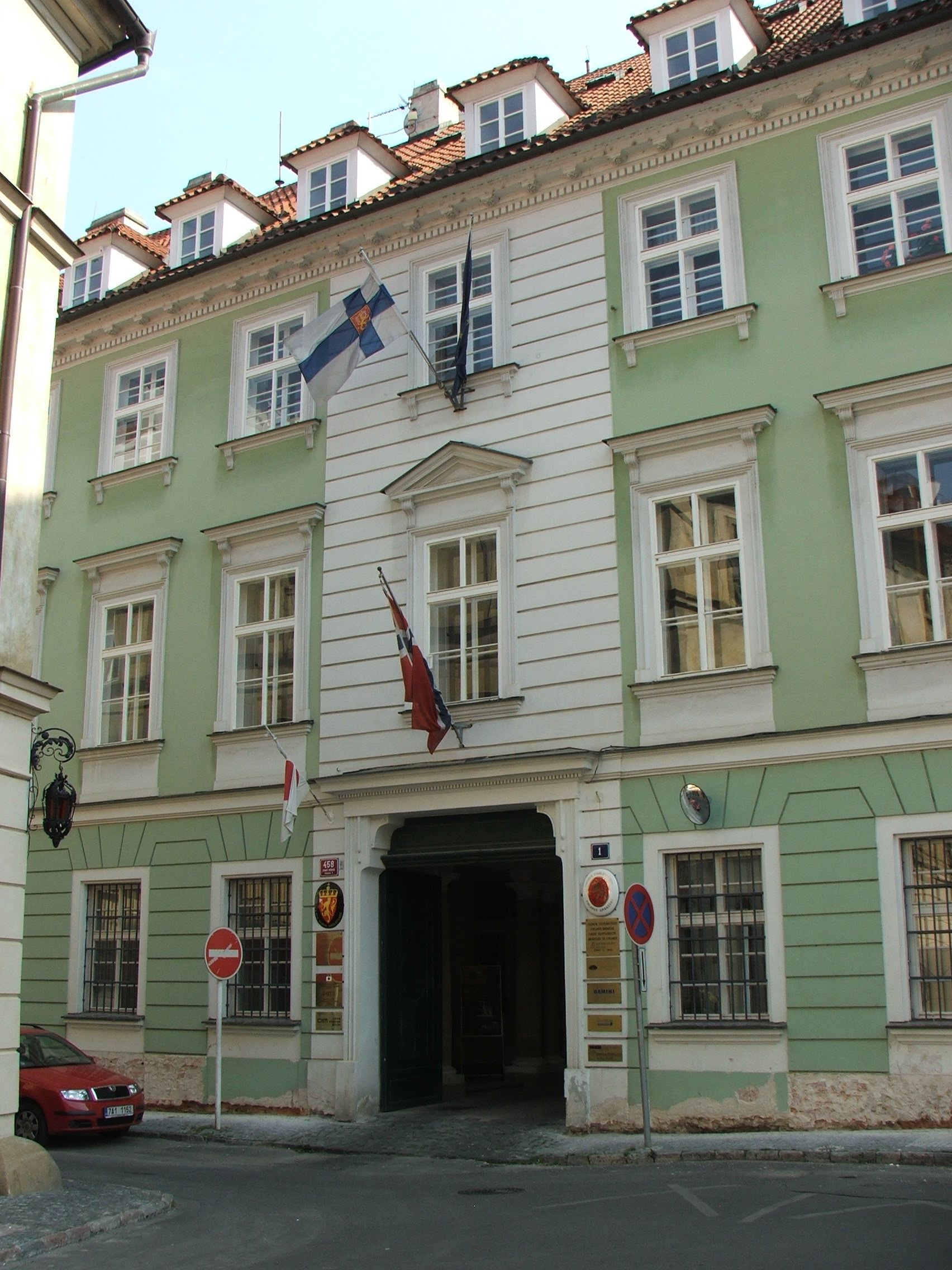
Embaixada da Noruega em Praga, República Tcheca

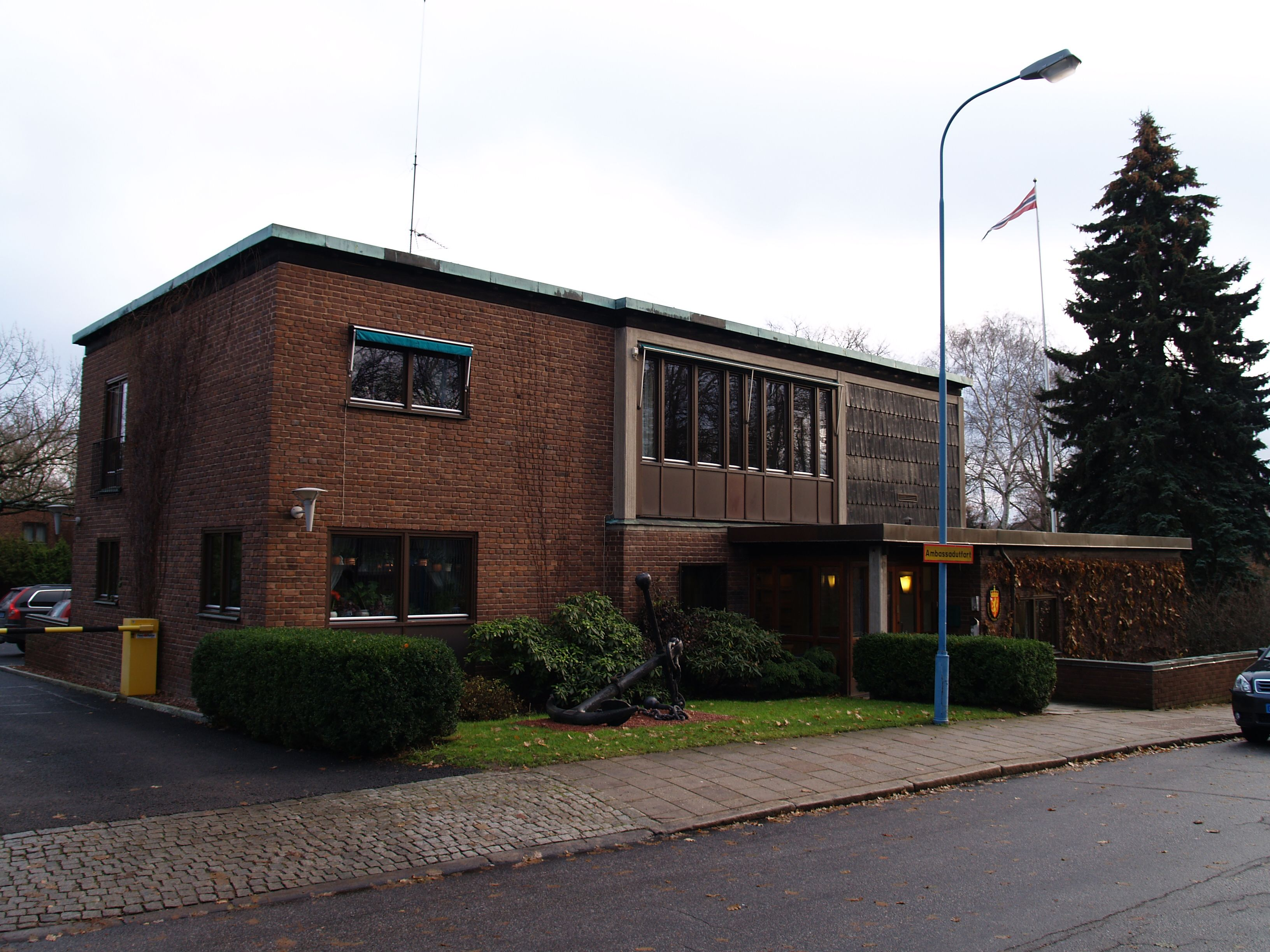
Embaixada da Noruega em Estocolmo, Suécia

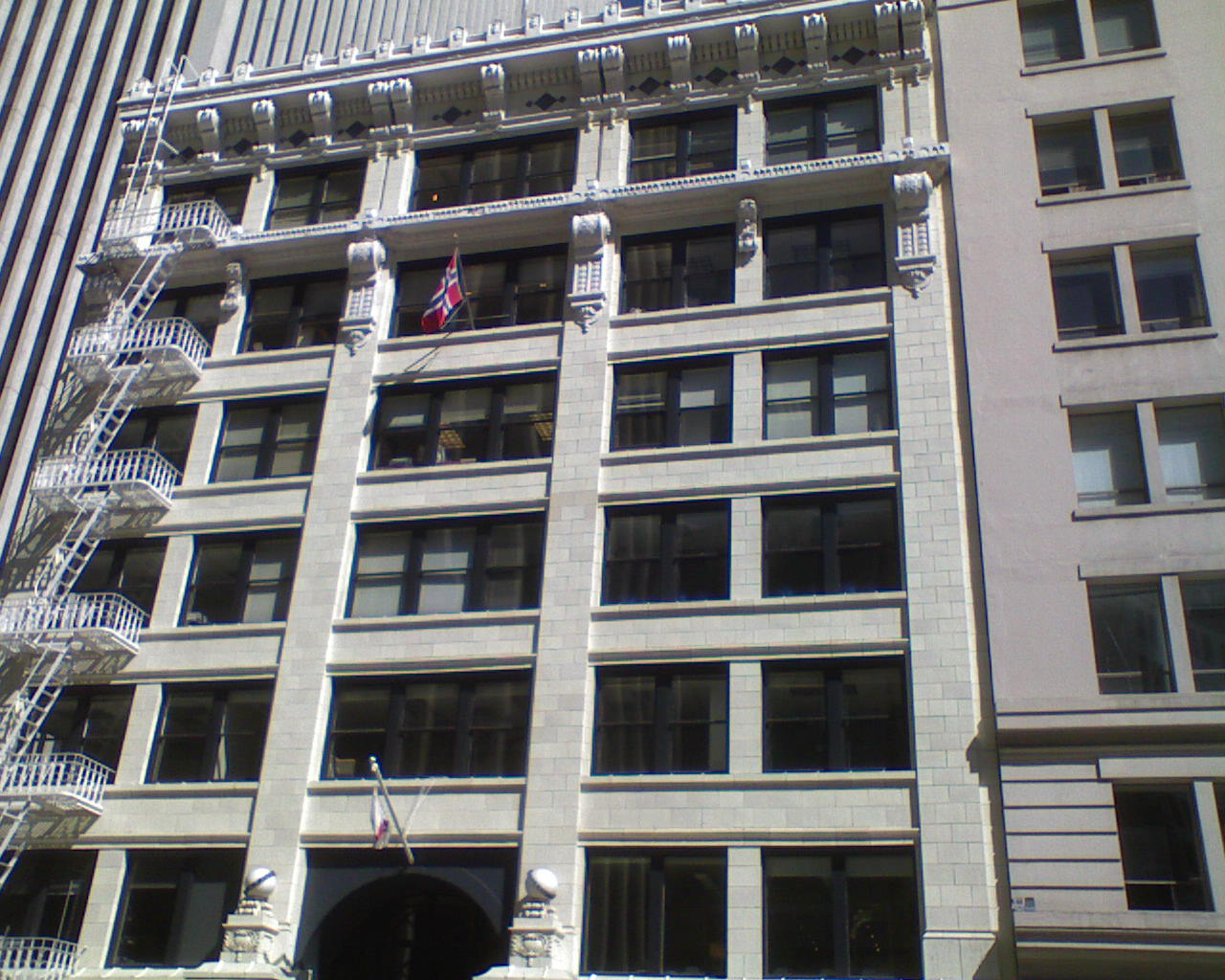
Consulado-Geral da Noruega em San Francisco, EUA

Abaixo se encontram as embaixadas e consulados da Noruega:

## Europa
- Albânia
  - Tirana (Embaixada)
- Alemanha
  - Berlim (Embaixada)
  - Düsseldorf (Consulado)
- Áustria
  - Viena (Embaixada)
- Azerbaijão
  - Baku (Embaixada)
- Bélgica
  - Bruxelas (Embaixada)
- Bósnia e Herzegovina
  - Saraievo (Embaixada)
- Bulgária
  - Sófia (Embaixada)
- Chipre
  - Nicósia (Embaixada)
- Croácia
  - Zagrebe (Embaixada)
  - Rijeka (Consulado)
- Dinamarca
  - Copenhague (Embaixada)
- Eslováquia
  - Bratislava (Embaixada)
- Eslovênia
  - Liubliana (Embaixada)
- Espanha
  - Madri (Embaixada)
  - Barcelona (Consulado-Geral)
- Estónia
  - Taline (Embaixada)
- Finlândia
  - Helsinque (Embaixada)
- França
  - Paris (Embaixada)
- Grécia
  - Atenas (Embaixada)
- Hungria
  - Budapeste (Embaixada)
- Irlanda
  - Dublim (Embaixada)
- Islândia
  - Reiquiavique (Embaixada)
- Itália
  - Roma (Embaixada)
- Letônia
  - Riga (Embaixada)
- Lituânia
  - Vilna (Embaixada)
- Macedônia do Norte
  - Escópia (Embaixada)
- Países Baixos
  - Haia (Embaixada)
  - Roterdã (Consulado-Geral)
- Polónia
  - Varsóvia (Embaixada)
- Portugal
  - Lisboa (Embaixada)
- Reino Unido
  - Londres (Embaixada)
- Chéquia
  - Praga (Embaixada)
- Roménia
  - Bucareste (Embaixada)
- Rússia
  - Moscou (Embaixada)
  - São Petersburgo (Consulado-Geral)
  - Murmansk (Consulado)
- Sérvia
  - Belgrado (Embaixada)
- Suécia
  - Estocolmo (Embaixada)
  - Gotemburgo (Consulado-Geral)
  - Malmo (Consulado-Geral)
  - Sundsvália (Consulado-Geral)
- Suíça 
  - Berna (Embaixada)
  - Genebra (Consulado-Geral)
  - Zurique (Consulado-Geral)
- Ucrânia
  - Kiev (Embajada)

## América
- Argentina
  - Buenos Aires (Embaixada)
- Brasil
  - Brasília (Embaixada)
  - Rio de Janeiro (Consulado-Geral)
- Canadá
  - Otava (Embaixada)
  - Montreal (Consulado-Geral)
  - Toronto (Consulado-Geral)
- Chile
  - Santiago (Embaixada)
- Colômbia
  - Bogotá (Embaixada)
- Cuba
  - Havana (Embaixada)
- Estados Unidos
  - Washington DC (Embaixada)
  - Houston (Consulado-Geral)
  - Nova Iorque (Consulado-Geral)
  - São Francisco (Consulado-Geral)
- Guatemala
  - Cidade da Guatemala (Embaixada)
- México
  - Cidade do México (Embaixada)
- Nicarágua
  - Manágua (Embaixada)
- Venezuela
  - Caracas (Embaixada)

## Oriente Médio
- Arábia Saudita
  - Riade (Embaixada)
  - Jedá (Consulado-Geral)
- Emirados Árabes Unidos
  - Abu Dabi (Embaixada)
- Irão
  - Teerã (Embaixada)
- Israel
  - Telavive (Embaixada)
- Jordânia
  - Amã (Embaixada)
- Líbano
  - Beirute (Embaixada)
- Síria
  - Damasco (Embaixada)
- Turquia
  - Ancara (Embaixada)
  - Istambul (Consulado-Geral)

## África
- África do Sul
  - Pretória (Embaixada)
- Angola
  - Luanda (Embaixada)
- Argélia
  - Argel (Embaixada)
- Costa do Marfim
  - Abijã (Embaixada)
- República Democrática do Congo
  - Kinshasa (Embaixada)
- Egito
  - Cairo (Embaixada)
- Etiópia
  - Adis-Abeba (Embaixada)
- Quênia
  - Nairóbi (Embaixada)
- Madagáscar
  - Antananarivo (Embaixada)
- Malawi
  - Lilongué (Embaixada)
- Marrocos
  - Rabat (Embaixada)
- Moçambique
  - Maputo (Embaixada)
- Nigéria
  - Abuja (Embaixada)
- Sudão
  - Cartum (Embaixada)
- Tanzânia
  - Dar es Salaam (Embaixada)
- Uganda
  - Campala (Embaixada)

## Ásia
- Afeganistão
  - Cabul (Embaixada)
- Bangladesh
  - Daca (Embaixada)
- China
  - Pequim (Embaixada)
  - Cantão (Consulado-Geral)
  - Xangai (Consulado-Geral)
- Coreia do Sul
  - Seul (Embaixada)
- Filipinas
  - Manila (Embaixada)
- Índia
  - Nova Déli (Embaixada)
- Indonésia
  - Jacarta (Embaixada)
- Japão
  - Tóquio (Embaixada)
- Malásia
  - Kuala Lumpur (Embaixada)
- Nepal
  - Catmandu (Embaixada)
- Paquistão
  - Islamabade (Embaixada)
- Singapura
  - Singapura (Embaixada)
- Sri Lanka
  - Colombo (Embaixada)
- Tailândia
  - Bancoque (Embaixada)
- Vietname
  - Hanói (Embaixada)

## Oceania
- Austrália
  - Camberra (Embaixada)
- Nova Zelândia
  - Wellington (Consulado-Geral)

## Organizações multilaterais
- Bruxelas (Missão permanente da Noruega ante a União Europeia e OTAN)
- Estrasburgo (Missão permanente da Noruega ante o Conselho da Europa)
- Genebra (Missão permanente da Noruega ante as Nações Unidas e outras organizações internacionais)
- Nairóbi (Missão permanente da Noruega ante as Nações Unidas e outras organizações internacionais)
- Nova Iorque (Missão permanente da Noruega ante as Nações Unidas)
- Paris (Missão permanente da Noruega ante a OCDE e Unesco)
- Roma (Missão permanente da Noruega ante a Organização das Nações Unidas para a Alimentação e a Agricultura)
- Viena (Missão permanente da Noruega ante as Nações Unidas)